# Anthony Addington
Pour les articles homonymes, voir Addington.
Anthony Addington (1713 - 22 mars 1790) est un médecin anglais.

## Biographie
Né à Twyford, dans le Berkshire, Addington fait ses études au Trinity College d’Oxford, où il obtient son diplôme de maîtrise le 13 mai 1740 et son doctorat en médecine le 24 janvier 1744. Il est par la suite admis membre du College of Physicians et exerce à Londres, mais est contraint par la mauvaise santé de s’installer à la campagne. Il attire beaucoup l'attention du public lorsqu'il comparaît en tant qu'expert dans la poursuite de Mary Blandy pour l'empoisonnement de son père, Francis Blandy, en 1752. Il se retire ensuite à Reading dans le Berkshire, où il tire un revenu important de sa profession, jusqu'à sa mort en 1790. Il accorde une attention particulière au traitement de la folie et est l'un des médecins appelés à voir George III lorsqu'il manifeste pour la première fois des symptômes d'aberration mentale.
Addington est un ami proche et un conseiller de William Pitt l'Ancien. Il prend part aux négociations infructueuses d'une coalition entre Chatham et Lord Bute.

## Travaux
Addington écrit un essai sur le scorbut dans la mer, dans lequel il est proposé une méthode simple pour guérir la maladie de Carré en mer et pour préserver l’eau douce pendant une croisière ou un voyage. Reading, 1753. Dans ce travail, il décrit la maladie à partir de comptes rendus d'autrui, plutôt que de sa propre observation. En guise de traitement, il a recommandé l'épuisement, avec l'utilisation de l'eau de mer comme purgatif et des boissons acidulées avec de l'acide muriatique. Il conçoit la viande comme nuisible, mais considère le biscuit comme un aliment approprié pour les personnes atteintes de scorbut. Il a affirmé que l'addition d'une once et demie d'acide muriatique à une tonne d'eau empêchera sa putréfaction et la préservera toute sa douceur.
Un compte authentique de la part prise par le regretté Earl Chatham dans une transaction passée au début de l'année 1778 n'est plus attribué à Addington.

## Famille
Il épouse en 1745, Mary, fille du révérend Haviland John Hiley, directeur du lycée Reading. Henry Addington, 1er vicomte Sidmouth, premier ministre du Royaume-Uni de 1801 à 1804, est leur fils aîné et John Hiley Addington est le deuxième fils.
- Anne, l'aînée, épouse en 1770 le docteur William Goodenough, décédé cette année-là[3]
- Eleanor, la seconde, épouse James Sutton (décédé en 1801) de Devizes[4]
- Elizabeth épouse William Hoskins[5]
- Charlotte, la plus jeune, épouse en 1788 Charles Bathurst[6]
- William, né en 1750 à Fringford, Oxfordshire, Angleterre, décédé en 1805 à Williamsburg, James Co., Virginie, États-Unis.